# Antony Guss
Antony Guss (* 9. Januar 1959 in Melbourne) ist ein ehemaliger australischer Skirennläufer.

## Biographie
Antony Guss entstammt einer sportbegeisterten Familie. Seine Geschwister Marilla und Alistair Guss waren ebenfalls als Skirennläufer aktiv.
Antony Guss gewann seine ersten Weltcuppunkte am 8. Dezember 1979 bei der Kombination von Val-d’Isère mit Rang 12. Im weiteren Verlauf des Winters wurde Guss für die Olympischen Winterspiele in Lake Placid nominiert, welche zugleich auch als Alpine Skiweltmeisterschaften gewertet wurden. In der nur als Weltmeisterschaft zählenden Kombination belegte er den 6. Platz. Sein bestes Ergebnis in einem olympischen Wettkampf war der 26. Platz in der Abfahrt.
Seine beste Weltcupplatzierung erzielte er am 24. Januar 1982 bei der Kombination des berühmten Lauberhornrennens mit Rang 8. Bei den Weltmeisterschaften in Schladming wenige Monate später belegte er sowohl in der Abfahrt als auch in der Kombination den 33. Rang. Danach ist er nicht mehr als Rennläufer in Erscheinung getreten.

## Erfolge

### Olympische Winterspiele
- Lake Placid 1980: 26. Abfahrt, 32. Slalom, 41. Riesenslalom

### Weltmeisterschaften
- Lake Placid 1980: 6. Kombination
- Schladming 1982: 33. Abfahrt, 33. Alpine Kombination

### Weltcup
- 3 Platzierungen unter den besten 15